# 鄒韶
鄒韶（1465年—？），字性之，號榖城，直隸蘇州府常熟縣人，軍籍，明朝政治人物。官山東左參政。

## 生平
弘治五年（1492年）壬子科應天府鄉試第三十名舉人。弘治六年（1493年）中式癸丑科會試第一百二十九名，三甲第二百零一名進士。历官南京工部虞衡司主事、南京吏部稽勋司员外郎、郎中、兖州府知府。嘉靖元年，以御史陈察举荐，加山东左参政秩，仍致仕。

## 家族
曾祖鄒以新，號崇素；祖父鄒廷玉，號雪軒；父鄒蘭，字惟馨，號怡梅。母錢氏。具庆下。弟鄒武，字靖之，號近斋，弘治甲子舉人，歷官福建邵武府同知、南京刑部郎中、廣西浔州府知府，授中順大夫，祀乡贤祠。